# Sofia Cup 2009
La Sofia Cup 2009, nota anche come Zagorka Cup, è stata un torneo professionistico di tennis maschile giocato sulla terra rossa. È stata l'unica edizione del torneo, che faceva parte dell'ATP Challenger Tour 2009. Si è giocato a Sofia in Bulgaria dal 20 aprile al 26 aprile 2009.

## Partecipanti

### Teste di serie
| Nazionalità | Giocatore         | Ranking* | Testa di serie |
| ----------- | ----------------- | -------- | -------------- |
| Rep. Ceca   | Ivo Minář         | 95       | 1              |
| Belgio      | Steve Darcis      | 102      | 2              |
| Croazia     | Roko Karanušić    | 121      | 3              |
| Belgio      | Olivier Rochus    | 123      | 4              |
| Portogallo  | Rui Machado       | 129      | 5              |
| Francia     | Mathieu Montcourt | 135      | 6              |
| Rep. Ceca   | Lukáš Rosol       | 140      | 7              |
| Germania    | Daniel Brands     | 145      | 8              |

- Ranking al 12 aprile 2009.

### Altri partecipanti
Giocatori che hanno ricevuto una wild card:
- Grigor Dimitrov
- Tihomir Grozdanov
- Andreas Haider-Maurer
- Ivo Minář

Giocatori passati dalle qualificazioni:
- Enrico Burzi
- Konstantinos Economidis
- Rameez Junaid
- Matwé Middelkoop

## Campioni

### Singolare
Ivo Minář ha battuto in finale  Florian Mayer con il punteggio di 6–4, 6–3.

### Doppio
Dominik Hrbatý /  David Škoch hanno battuto in finale  James Auckland /  Peter Luczak con il punteggio di 6–2, 6–4.